# Cow Belles
Cow Belles is een Disney Channel Original Movie uit 2006 onder regie van Francine McDougall.

## Verhaal
Taylor en Courtney Callum zijn twee rijke en verwende meisjes. Wanneer ze per ongeluk hun keuken in brand steken, moeten ze als straf bij hun vader in de fabriek werken. Het lijkt een nachtmerrie, maar uiteindelijk went het. Als een dief al het geld van de fabriek steelt, is het aan de twee tieners om de fabriek te redden.

## Rolverdeling
| Acteur             | Personage       |
| ------------------ | --------------- |
| Alyson Michalka    | Taylor Callum   |
| Amanda Michalka    | Courtney Callum |
| Jack Coleman       | Reed Callum     |
| Christian Serratos | Heather Perez   |
| Michael Trevino    | Jackson Meade   |